# Nhà Capet của Anjou
Nhà Capet của Anjou hay Nhà Anjou-Sicily (tiếng Pháp: Maison Capétienne d'Anjou hay Maison d'Anjou-Sicile) là một hoàng tộc, và là chi nhánh của Vương tộc Capet, một phần của Vương triều Capet cai trị Vương quốc Pháp. Nó là một trong 3 vương tộc được gọi là Angevin, có nghĩa là "đến từ Anjou" của Pháp. 
Được thành lập bởi Charles I xứ Anjou, con trai út của Vua Louis VIII, vị vua thứ 10 của Vương tộc Capet và cũng là vị vua Capet lần đầu tiên trị vì Vương quốc Sicily trong thế kỷ XIII. Sau đó, Chiến tranh Kinh chiều Sicilia đã buộc ông phải rời khỏi đảo Sicily, nhưng vẫn giữ lại được nửa phía Nam của Bán đảo Ý - Vương quốc Napoli. Vương tộc Anjou-Sicily và các chi nhánh khác nhau của nó vẫn tiếp tục ảnh hưởng đến phần lớn lịch sử của Nam và Trung Âu trong suốt thời Trung cổ, cho đến khi không còn tồn tại vào năm 1435.
Trong lịch sử, người Nhà Capet của Anjou đã cai trị các Bá quốc Anjou, Maine, Touraine, Provence và Forcalquier, các Thân vương quốc Achaea và Taranto, các Vương quốc Sicily, Naples, Hungary, Croatia, Albania và Ba Lan.